# کاوتنباخ
کاوتنباخ (به لاتین: Kautenbach) یک منطقهٔ مسکونی در لوکزامبورگ است که در کیشپلت واقع شده‌است.